# Sigert Patursson
Sigert O. Patursson (født 15. oktober 1869 i Kirkjubøur, død 17. september 1931) var en færøsk eventyrer.
Han var søn af kongsbonden Poul Peder Pedersen (kaldet Páll Patursson) og Ellen Cathrine (født Djonesen). Hans søskende Helena, Jóannes, Sverri, Gazet og Petur blev alle fremtrædne skikkelser i det færøske samfund. Søskendeflokken fik som små hjemmeundervisning af Joen Hans Jakob Petersen, bror til Fríðrikur Petersen.
I 1889, tyve år gammel, drog Sigert Patursson til det vestlige Sibirien og Karahavet. Rejsen varede i seks år, og da han vendte tilbage til Færøerne, skrev han Sibirien i vore dage. Værket udkom i 12 hæfter i perioden 1900–1901, og blev samlet i en bog med samme navn i 1901. Bogen omhandler foruden selve rejsen, også kulturhistoriske observationer. Blandt andet skildrede han et lokalt bondebryllup. En færøsk oversættelse ved Sigrið av Skarði blev udgivet i 1994. Patursson besøgte endvidere en række andre lande, heriblandt Mongoliet og Egypten, hvilket var særdeles usædvanlig for en færing på den tid.
Sigert Patursson skrev også flere skrifter til støtte for færøsk selvstyre. Han tog også til orde for at selvstændiggøre og variere Færøernes økonomi, og så for sig blandt andet skovplantning, tangeksport, kulminedrift, tekstilfabrikker, uldspinderier og vandkraft. Patursson blev meget latterliggjort i samtiden for disse tankerd, blandt andet under avisoverskrifter som "Er manden rigtig klog?", men høstede også ros.